# Rubus piceetorum
Rubus piceetorum är en rosväxtart som beskrevs av Juzepczuk. Rubus piceetorum ingår i släktet rubusar, och familjen rosväxter. Inga underarter finns listade i Catalogue of Life.